# Coccidiphila patriciae
Coccidiphila patriciae ist ein Schmetterling (Nachtfalter) aus der Familie der Prachtfalter (Cosmopterigidae).

## Merkmale
Die Falter erreichen eine Flügelspannweite von 9 bis 10 Millimeter. Die Art kann anhand äußerer Merkmale nicht von Coccidiphila gerasimovi unterschieden werden. 
Die Ursache dafür ist einerseits die starke Ähnlichkeit und die Tatsache, dass nur wenige Exemplare von Coccidiphila patriciae zur Verfügung stehen.
Die Genitalarmatur der Männchen ist bisher unbekannt.
Die Genitalarmatur der Weibchen ähnelt der von Coccidiphila gerasimovi.

## Verbreitung
Coccidiphila patriciae ist auf den Kanarischen Inseln beheimatet.

## Biologie
Die beiden bisher untersuchten Weibchen der Art wurden aus den Samenkapseln des Kanarenenzians (Ixanthus viscosus) gezüchtet. Die Raupen fressen die Samen und verpuppen sich in einem Seidenkokon, der mit trockenen Exkrementen vermischt ist. Innerhalb der Samenkapsel ist der Kokon mit einer kurzen seidigen Röhre verlängert, die dem Falter beim Schlüpfen dient. Die Falter schlüpfen im ersten Februardrittel.

## Belege
1. 1 2 3 4 5  J. C. Koster, S. Yu. Sinev: Momphidae, Batrachedridae, Stathmopodidae, Agonoxenidae, Cosmopterigidae, Chrysopeleiidae. In: P. Huemer, O. Karsholt, L. Lyneborg (Hrsg.): Microlepidoptera of Europe. 1. Auflage. Band 5. Apollo Books, Stenstrup 2003, ISBN 87-88757-66-8, S. 134 (englisch).
2. ↑  Coccidiphila patriciae bei Fauna Europaea. Abgerufen am 31. Januar 2012